# Les Bois
Les Bois je obec ve švýcarském kantonu Jura. Žije zde přibližně 1 200 obyvatel.

## Geografie

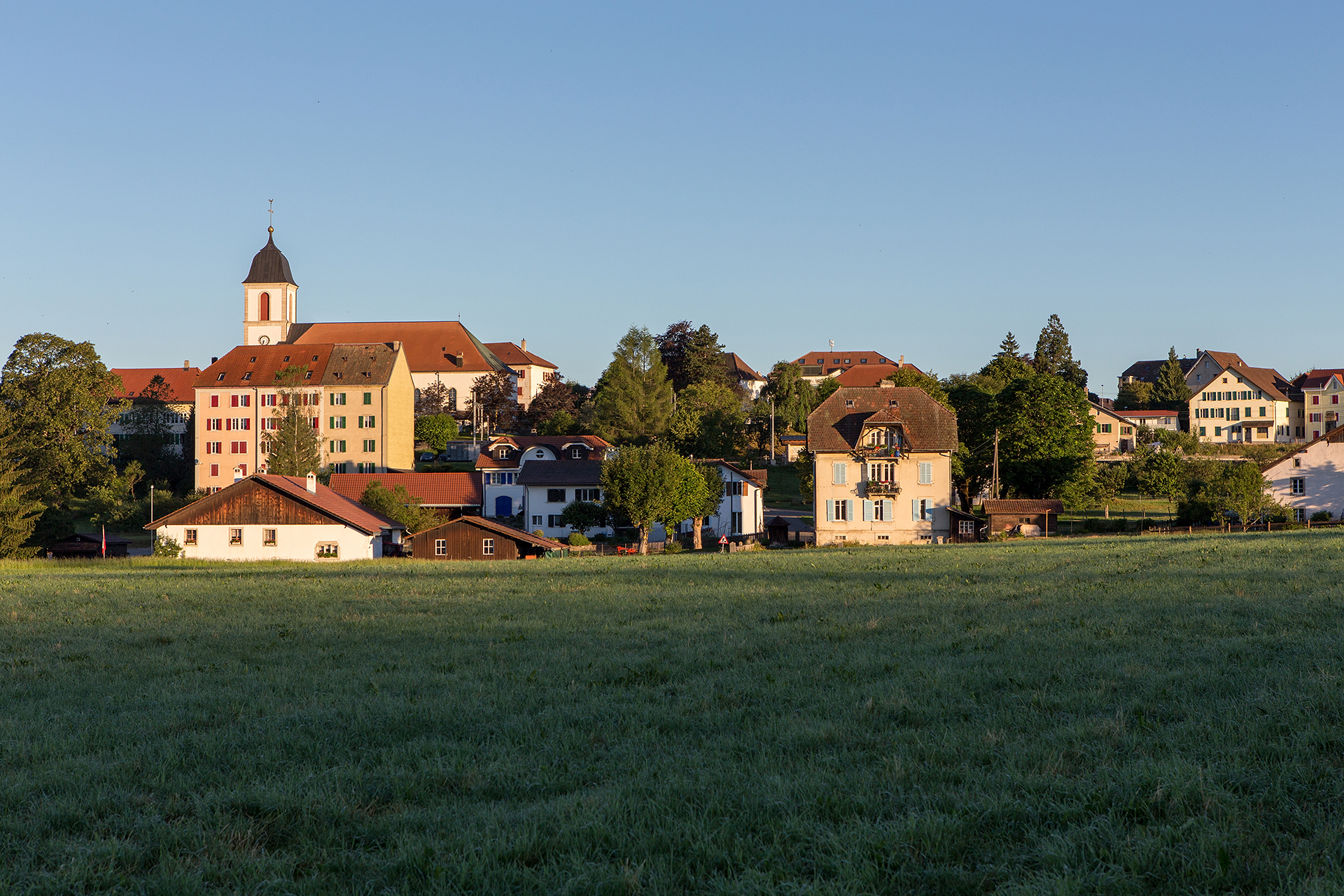
Centrum obce

Les Bois leží v nadmořské výšce 1034 m, vzdušnou čarou 11 km severovýchodně od La Chaux-de-Fonds. Obec se nachází na mírném jižním svahu na náhorní plošině Jury v jihozápadní části oblasti Franches-Montagnes.
Rozlohou 24,7 km² jde o jednu z největších obcí kantonu Jura; zahrnuje část mírně zvlněné náhorní plošiny Jura, na níž se střídají bažinaté sníženiny, většinou bez povrchového odvodnění, s vápencovými vrcholky kopců. Tato náhorní plošina tvoří rozsáhlou pastvinu, která je rozčleněna a rozdělena velkými smrky stojícími jednotlivě nebo ve skupinách. Nejvyšší bod Les Bois se nachází ve výšce 1120 m n. m. na sever od Le Peu-Claude. Severozápadní hranici tvoří kaňonovité údolí řeky Doubs, zaříznuté do náhorní plošiny Jura, jejíž údolní svahy jsou hustě zalesněné a protkané skalnatými pásy. Na západě obec zasahuje do Combe du Valanvron, dalšího erozního údolí, které se u Biaufondu vlévá do údolí Doubs. V roce 1997 zaujímala 4 % rozlohy obce zastavěná plocha, 38 % lesy a háje, 57 % zemědělské plochy a asi 1 % neproduktivní půda.
Les Bois zahrnuje devět vesnic a osad Le Boéchet (1033 m n. m.), Le Peu-Claude (1105 m n. m.), Les Prailats (950 m n. m.), Sous les Rangs (1010 m n. m.) a Le Cerneux-Godat (938 m n. m.). ), Le Bois-Français, Les Rosées, La Large-Journée, které se nacházejí na náhorní plošině Franches-Montagnes, vesnice Biaufond (610 m n. m.) v údolí Doubs při ústí Combe du Valanvron a četné jednotlivé farmy. Sousedními obcemi Les Bois jsou Le Noirmont v kantonu Jura, Saint-Imier, Sonvilier a La Ferrière v kantonu Bern, La Chaux-de-Fonds v kantonu Neuchâtel a Fournet-Blancheroche a Charquemont v sousední Francii.

## Historie

Letecký pohled (1958)

Osada Les Bois byla poprvé zmíněna v roce 1484 jako Des Boix. Jedním z prvních osadníků na konci 15. století byl Jean Ruedin, po němž se od 16. do 18. století místo jmenovalo Les Bois Jean Ruedin. K tomuto osadníkovi se váže i někdejší německý název Rudisholz. Les Bois patřilo k panství Freiberge, které podléhalo basilejskému knížecímu biskupství. V 16. a 17. století byla obec několikrát zpustošena morem. Během třicetileté války byla vesnice obsazena. V letech 1793–1815 patřilo Les Bois k Francii a zpočátku bylo součástí départementu du Mont-Terrible, od roku 1800 bylo připojeno k départementu Haut-Rhin. V důsledku rozhodnutí Vídeňského kongresu se obec v roce 1815 stala součástí kantonu Bern a 1. ledna 1979 nově založeného kantonu Jura. Snahy obyvatel Le Cerneux-Godat o vytvoření samostatné obce ztroskotaly v letech 1815 a 1871.

## Obyvatelstvo
| Rok            | 1850 | 1870 | 1900 | 1910 | 1930 | 1950 | 1960 | 1970 | 1980 | 1990 | 2000 |
| Počet obyvatel | 1339 | 1697 | 1456 | 1323 | 1153 | 1064 | 1098 | 1110 | 917  | 974  | 1029 |

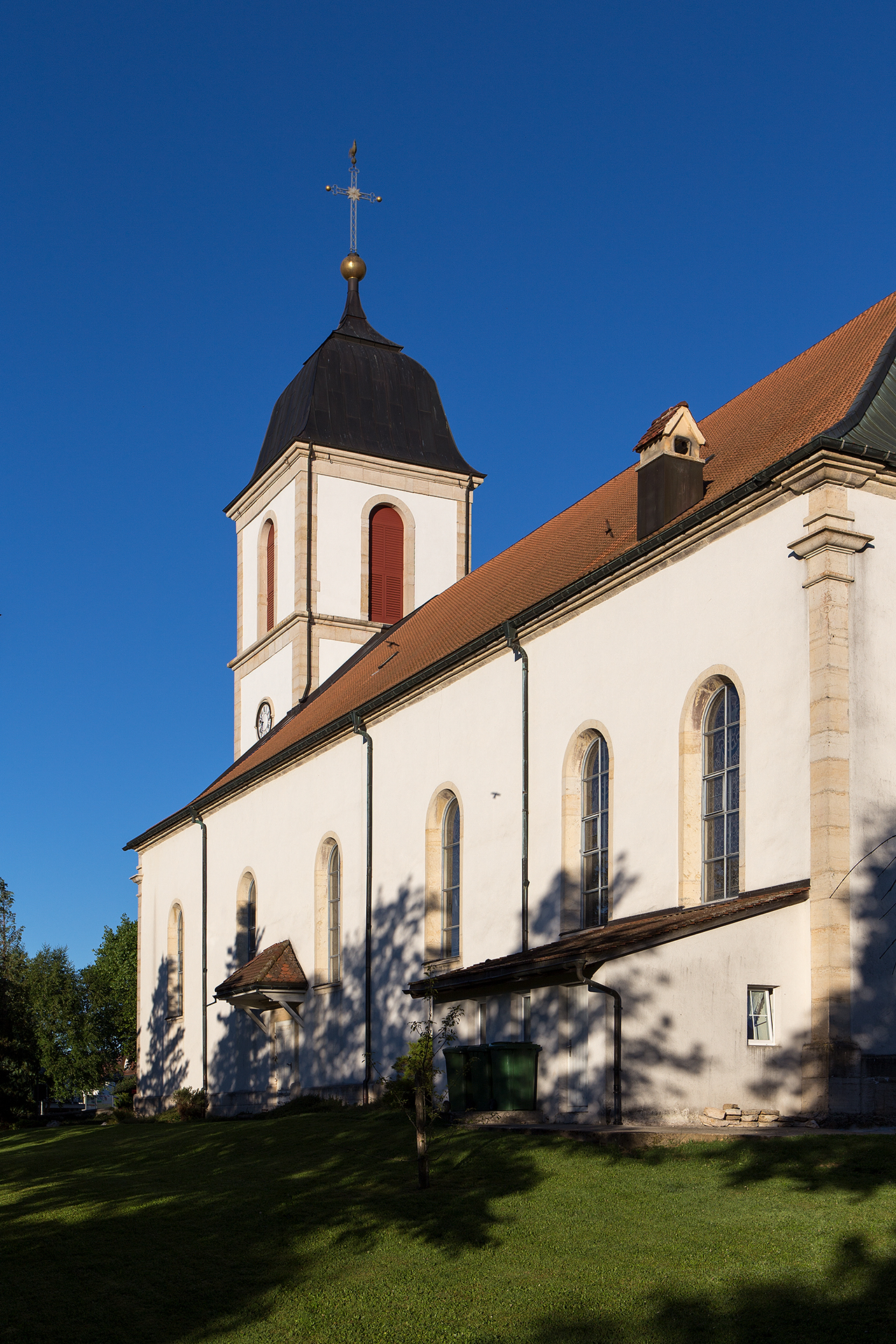
Kostel v obci

K 31. prosinci 2022 v obci žilo 1258 obyvatel. Z celkového počtu obyvatel je 93,1 % francouzsky mluvících, 4,5 % německy mluvících a 0,6 % italsky mluvících (k roku 2000). Od druhé poloviny 19. století počet obyvatel Les Bois prudce klesal, a to přibližně do roku 1950. Poté byly zaznamenány poměrně malé výkyvy.

## Hospodářství
Les Bois je převážně zemědělská obec s velkým množstvím pastvin, významným chovem dojnic a skotu. Na počátku 19. století se v Les Bois rozvíjelo zpracování textilu a hodinářství, nejprve v domácích dílnách, později v továrnách. Dnes hodinářství a drobní podnikatelé poskytují pracovní místa v sekundárním sektoru. Mnoho pracujících dojíždí za zaměstnáním do města La Chaux-de-Fonds.

## Doprava
Obec leží na hlavní silnici z Delémontu do La Chaux-de-Fonds. Dne 7. prosince 1892 byla otevřena železniční trať Saignelégier – La Chaux-de-Fonds, předchůdce železnice Chemins de fer du Jura, se stanicemi v Les Bois a v Le Boéchet.